# Mariana Godoy Entrevista
Mariana Godoy Entrevista foi um programa de entrevistas brasileiro produzido e exibido pela RedeTV! do dia 8 de maio de 2015 até o dia 20 de março de 2020. O talk show foi apresentado pela jornalista Mariana Godoy, contando ainda com a participação de repórteres da casa a cargo da interatividade com os internautas.
A cada semana em seu programa, a jornalista Mariana Godoy entrevista em seu programa pessoas públicas ligadas ao meio político ou cultural do Brasil, que é exibido, geralmente ao vivo, diretamente dos estúdios da RedeTV! localizados na cidade de Osasco, um município membro da Região Metropolitana de São Paulo.

## Antecedentes
Depois de passar um período no Rio de Janeiro como âncora da GloboNews, canal produzido pela Rede Globo, de onde apresentava o Jornal das Dez, Mariana Godoy recebeu uma proposta da RedeTV! para retornar para São Paulo e fazer parte da equipe de jornalismo da emissora. No final de 2014, Godoy deixou a GloboNews, retornou para São Paulo e assinou com a RedeTV!.
O primeiro trabalho de Godoy, logo após ser anunciada como nova contratada da emissora, foi como âncora de seu principal telejornal, o RedeTV! News, cobrindo as férias da apresentadora titular Amanda Klein. Porém, mesmo tendo entrado para o telejornal, a direção da emissora prometeu dar um programa de entrevistas para a jornalista durante a assinatura de seu contrato.
Para compor a equipe do talk show, o jornalista Mauro Tagliaferri foi contratado pela RedeTV! para fazer reportagens para o programa.

## Estreia
Em seu programa de estreia, Mariana Godoy entrevistou o político Eduardo Cunha, então presidente da Câmara dos Deputados. Durante a entrevista, Mariana Godoy relembrou da vida de Cunha e ele, por sua vez, tocou bateria. O programa de Godoy também exibiu uma matéria sobre a canção Asa Branca, feita pelo repórter Mauro Tagliaferri.

## Término
Em 20 de março de 2020, o programa deixou de ser exibido de forma temporária, devido a pandemia de COVID-19, sendo substítuido pelo especial RedeTV! 20 Anos, mas em 16 de junho, a apresentadora do programa, Mariana Godoy, acaba por deixar a emissora e, por isso, a atração é definitivamente encerrada.